# Gentleman na ledě (KHL)
Gentleman na ledě je ocenění pro hráče východoevropské ligy KHL, který prokázal gentlemanské chování v kombinaci s vysokou úrovní hráčských dovedností. Mezi roky 2001 a 2008 bylo ocenění udělováno v ruské Superlize.

## Držitelé
| Sezóna                      | Hráč                              | Tým                                        |
| Zdroj na eliteprospects.com | Zdroj na eliteprospects.com       | Zdroj na eliteprospects.com                |
| --------------------------- | --------------------------------- | ------------------------------------------ |
| 2017/2018                   | Jegor Martynov Nikita Gusev       | Avangard Omsk SKA Petrohrad                |
| 2016/2017                   | Anton Belov Sergej Mozjakin       | SKA Petrohrad Metallurg Magnitogorsk       |
| 2015/2016                   | Staffan Kronwall Sergej Mozjakin  | Lokomotiv Jaroslavl Metallurg Magnitogorsk |
| 2014/2015                   | Viktor Antipin Jevgenij Dadonov   | Metallurg Magnitogorsk SKA Petrohrad       |
| 2013/2014                   | Matt Robinson Sergej Mozjakin     | Dinamo Riga Metallurg Magnitogorsk         |
| 2012/2013                   | Kevin Dallman Sergej Mozjakin     | SKA Petrohrad Metallurg Magnitogorsk       |
| 2011/2012                   | Krišjānis Rēdlihs Tony Mårtensson | Dinamo Riga SKA Petrohrad                  |
| 2010/2011                   | Sergej Mozjakin Vitalij Novopašin | Atlant Mytišči Barys Astana                |
| 2009/2010                   | Ruslan Chasanšin Sergej Žukov     | Amur Chabarovsk Lokomotiv Jaroslavl        |
| 2008/2009                   | Sergej Mozjakin Andrej Pervyšin   | Atlant Mytišči Ak Bars Kazaň               |